# انفجار في صلاة الجمعة طهران 15 مارس 1985
انفجار صلاة الجمعة في طهران في يوم 24 مارس 1985 مـفي حين خطبة الجمعة من قبل علي خامنئي، قتل 14 شخصا وجرح 88 وانتسب الي منظمة مجاهدي خلق.